# ملفين إل. لارسن
ملفين إل. لارسن (بالإنجليزية: Melvin L. Larson)‏ هو سياسي أمريكي، ولد في 1936 في كلينتون في الولايات المتحدة. حزبياً، نشط في الحزب الجمهوري. وقد انتخب عضو مجلس نواب ميشيغان ‏.